# Umm ar-Rihan
Umm ar-Rihan – wieś w Palestynie, w muhafazie Dżanin. Według danych Palestyńskiego Centralnego Biura Statystycznego w 2016 roku liczyła 460 mieszkańców.
Nieopodal wsi rozciąga się kompleks leśny Umm ar-Rihan.